# Koszulka paliwowa

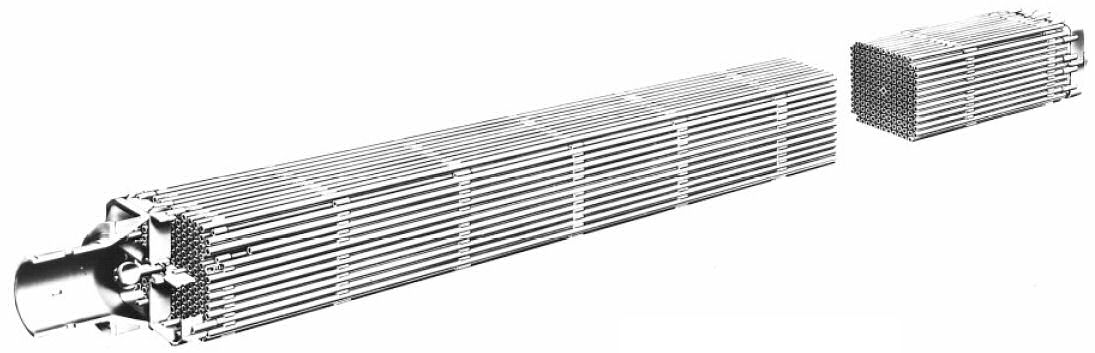
Koszulka paliwowa stanowi zasadniczą część prętu paliwowego, tworzącego zestaw paliwowy, jak pokazany na zdjęciu zestaw reaktora statku NS "Savannah"

Koszulka paliwowa − powłoka ochronna prętu paliwowego, pod którą znajdują się pastylki paliwa jądrowego, stosowana w celu hermetycznej separacji paliwa od wnętrza reaktora, ochrony mechanicznej i chemicznej paliwa przed działaniem chłodziwa. Ma ona grubość od 0,5 do 1,5 mm. Stanowi jedną z barier ochronnych w reaktorze jądrowym, zatrzymuje bowiem produkty rozszczepienia.
Koszulki wykonuje się z cyrkonu (stop zircaloy), magnezu (stop magnox), aluminium, berylu, stali nierdzewnej, molibdenu, niobu (przy chłodzeniu ciekłym sodem), i in.